# 具乙会

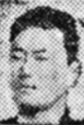
1950年ごろ

具 乙会（ク・ウルェ、朝鮮語: 구을회/具乙會、1905年5月9日 - 没年不詳）は、大韓民国の政治家、実業家。第2代韓国国会議員。本貫は綾城具氏。

## 経歴
忠清南道唐津郡あるいはソウル出身。20歳までに漢文を学び、普成専門学校法科卒、専修大学法学部修了（3年時に中退したという情報もある）。図們東興銀行監査役、大韓物産株式会社共同管理人、大韓独立促成国民会唐津支部副委員長、大韓国政会中央分科委員を経て、1950年の第2代総選挙で唐津郡選挙区から無所属で当選し、国会において外務委員、捕虜実情調査委員などを歴任した。